# 기후성

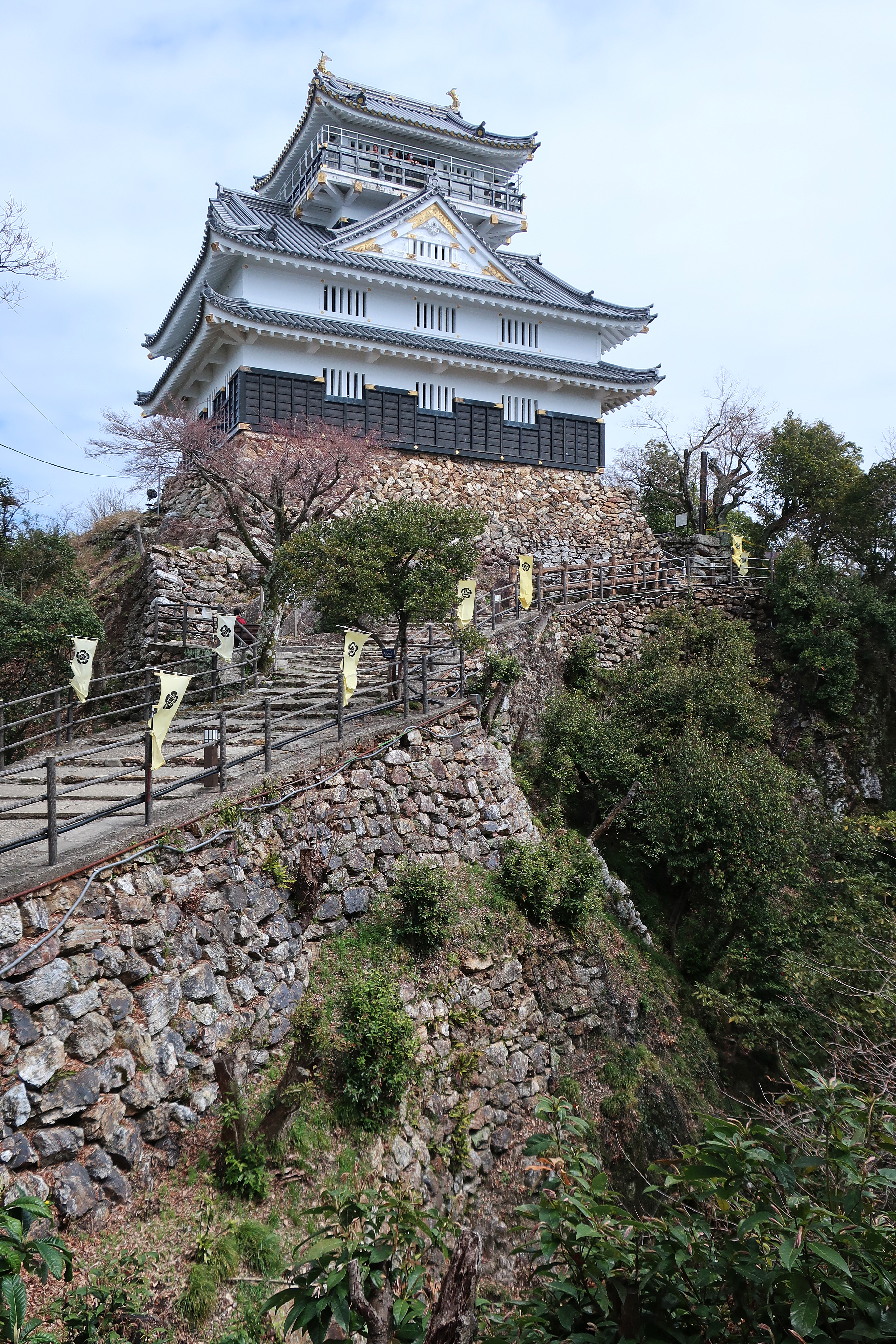
기후 성

기후성(일본어: 岐阜城 기후죠[*])은 일본 기후현 기후시(옛 미노 국 이노구치)의 긴카산에 위치한 일본의 성이다.
오다 노부나가(織田信長)가 사이토 다쓰오키(斎藤龍興)로부터 빼앗은 이나바 산성의 옛 구역을 부수고 새롭게 지은 것이 바로 기후 성이다. 성터는 기후성터(일본어: 岐阜城跡 ぎふじょうあと[*])로써 긴카 산과, 그 육괴의 2,091,602.74평방미터가 일본의 국가 사적으로 지정되어 있으며, 그 범위는 오늘날의 일본 국유림의 범위와 부합된다.
《신장공기》(信長公記)에는 「오와리국(尾張国) 고마키 산(小真木山)에서 노슈(濃州) 이나바 산(稲葉山)으로 넘어간다. 이노구치(井口)라 부르는 것을 이번에 고쳐서, 기후라 이름이 붙여졌다」(尾張国小真木山より濃州稲葉山へ御越しなり。井口と申すを今度改めて、岐阜と名付けさせられ)라고 기재되어 있다. 이나바 산(이노구치 산)에서 이어지는 산맥을 사이류지 산(瑞龍寺山)이라고 한다.

## 연혁
가마쿠라 시대인 겐닌(建仁) 원년(1201년) 막부의 만도코로시쓰지(政所執事)를 지낸 닛카이도 유키마사(二階堂行政)가 이나바 산에 도리데(砦, 요새)를 쌓은 것이 기후 성(이나바 성)의 시작이었다. 이어 유키마사의 사위인 사토 도모미쓰(佐藤朝光)와 그 아들 이가 미쓰무네(伊賀光宗)、미쓰무네의 동생인 이나바 미쓰스케(稲葉光資)가 이 도리데의 주인이 되어 지배하였다. 닛카이도 유키마사 사후 도리데는 폐지되었다. 이후 15세기 중기 무렵, 미노의 슈고다이(守護代) 사이토 도시나가(斎藤利永)가 이 성을 수복하여 자신의 거성(居城)으로 삼았다.
다이에이(大永) 5년(1525년)에 사이토 집안의 가신(家臣)인 나가이 나가히로(長井長弘)와 나가이 신자에몬노이(長井新左衛門尉)가 모반을 일으켜 이나바 성을 쳐서 차지하였다. 이후 이나바 성은 나가이 집안의 지배하에 들게 되었다. 덴분(天文) 2년(1533년) 신자에몬노이가 죽은 뒤 그 아들 나가이 신쿠로 노리히데(長井新九郎規秀, 사이토 도시마사로 훗날의 사이토 도산)가 뒤를 이어 성주가 되었다. 덴분 8년(1539년) 슈고다이가 된 사이토 도시마사(斎藤利政)가 이나바 산 산꼭대기에 성을 쌓기 시작하였다.
도시마사는 덴분 10년(1541년) 기존의 미노 슈고였던 도키 요리아키(土岐頼芸)를 내쫓고 미노를 차지했다. 덴분 16년(1547년) 오와리의 오다 노부히데(織田信秀)가 요리아키를 지지하던 옛 미노 가신들과 합세해 이나바 산성 아래까지 쳐들어 왔으나 대패하였다. 이를 가노구치 전투(加納口の戦い)라고 한다. 덴분 23년(1554년) 도시마사는 성과 가독(家督)을 자신의 적자 요시타쓰(義龍)에게 넘겨주고, 머리를 깎고 호를 도산(道三)이라 하였다. 이나바 산성이 위치한 긴카 산 아래로 나가라 강(長良川)이 흐르고 있는데, 요시타쓰는 고지(弘治) 2년(1556년) 4월 이 강에서 아버지 도산과 싸움을 벌였다. 나가라 강 전투(長良川の戦い)이다.
에이로쿠(永禄) 4년(1561년) 5월 요시타쓰의 급사로 사이토 다쓰오키(斎藤龍興)가 13세의 나이로 가독을 이어받아 이나바 산성의 성주가 되었다. 다쓰오키가 이나바 산성의 성주가 되고 두 달 뒤인 6월에 주시조 전투(十四条の戦い)에서 승리한 오다 노부나가(織田信長)가 이나바 산성을 공격하였으나, 패하고 물러났다. 에이로쿠 7년(1564년) 2월 사이토 집안의 가신이었던 다케나카 시게하루(竹中重治)와 안도 모리나리(安藤守就)가 반란을 일으켜 거병하고 이나바 산성을 쳤다. 다쓰오키 등은 성을 버리고 鵜飼山城으로 달아났고, 이나바 산성은 반년 동안 다케나카 등 반란 세력이 점거하였다.

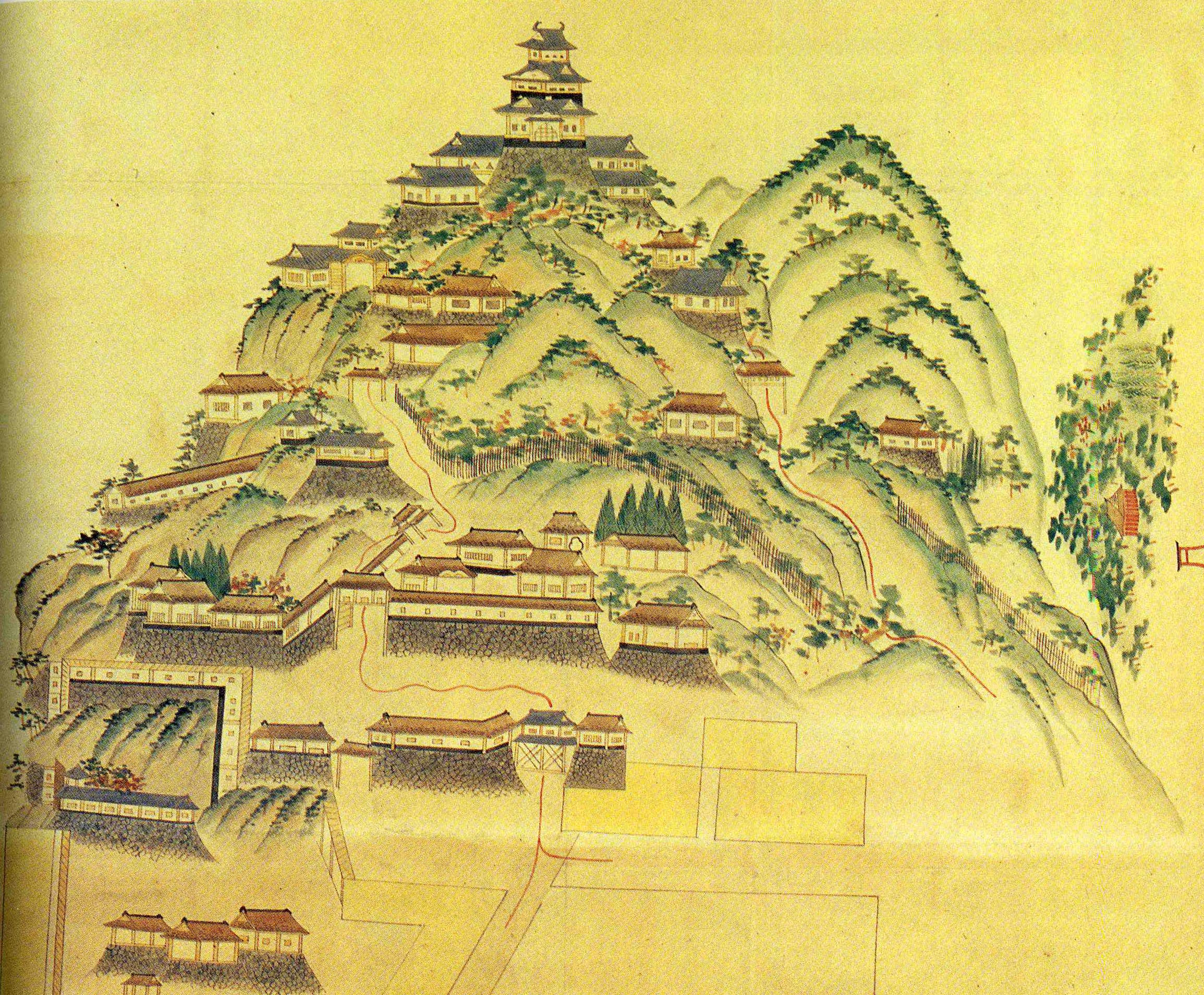
기후 성(기후 시 엔토쿠지 소장)

에이로쿠 10년(1567년) 9월, 이나바 산성에서 물러난 뒤로 호시탐탐 미노 공략을 노리고 있던 오다 노부나가가 니시미노 산닌슈(西美濃三人衆)의 내응으로 이나바 산성 아래로 진공하였다. 이나바 산성 전투(稲葉山城の戦い)이다. 다쓰오키는 다시금 성을 버리고 나가라강에서 배를 타고 내려가 이세(伊勢) 나가시마(長島)로 달아났다. 노부나가는 이 해에 자신의 본거지를 고마키 산성에서 이곳 이나바로 옮겼으며, 고대 중국의 주 문왕(周文王)이 일어나 천하를 평정한 본거지 기산(岐山)에서 이름을 따서 성과 마을의 이름을 「기후」(岐阜)라 고쳤다. 이 무렵부터 오다 노부나가는 유명한 「천하포무」(天下布武)라는 붉은 인장을 사용하기 시작하였으며, 본격적으로 일본 통일을 목표로 하게 된다.

오다 노부나가가 사용하였던 '천하포무'의 인장.

덴쇼(天正) 4년(1576년) 노부나가는 자신의 적자인 오다 노부타다(織田信忠)를 기후의 성주로 삼고, 오다 집안의 가독 및 미노, 오와리 2개 구니(国)를 넘겨 주었다. 기후 성의 정비 및 개수는 노부타다에 의해 더욱 추가되었다. 덴쇼 10년(1582년) 6월 2일, 혼노지의 변(本能寺の変)으로 오다 노부나가가 사망하고, 당시 기후 성의 유수(留守)를 맡고 있던 사이토 도시타카(斎藤利堯)가 기후 성을 장악, 미노 세이류지(瑞龍寺) ・ 스후쿠지(崇福寺) ・ 덴주도(千手堂) ・ 사이뉴지(西入寺) 등의 사찰에 금제(禁制)를 보냈다. 하지만 혼노지의 변을 일으킨 아케치 미쓰히데(明智光秀)가 하시바 히데요시(羽柴秀吉)에게 패한 6월 20일경, 후와 군(不破郡)의 나가마쓰(長松)로 향한 오다 노부타카(織田信孝)가 기후 성을 회복하였다. 6월 27일 기요스 회의(清洲会議)에서 노부타카가 형 노부타다가 남긴 영지 미노 국을 배령받고, 기후 성의 성주 및 노부타다의 적자였던 산보시(三法師)의 후견이 되었다. 12월 20일, 하시바 히데요시와 니와 나가히데(丹羽長秀)、이케다 쓰네오키(池田恒興)의 적남(嫡男)・모토스케(元助) 등의 병사가 기후 성으로 몰려오자 노부타카는 강화를 맺고 산보시를 넘겨 주었다.
덴쇼 11년(1583년) 4월 16일, 오다 노부타카는 나가지마 성의 성주 다키카와 가즈마스(滝川一益)와 호응해 다시 한 번 거병하였다. 그러나 미노로 돌아온 시바타 가쓰이에(柴田勝家)에게 패하고(시즈가타케 전투), 형 노부카쓰(信雄)에 의해 기후 성이 포위당하자 항복하였다. 당시 성으로부터 빠져나와 달아나는 자가 속출했기에, 항복할 때는 성에 남아 있는 사람이 27명 정도에 지나지 않았다고 전한다. 그 뒤 노부타카는 할복하였다. 5월에 이케다 쓰네오키가 미노 국에서 13만 석을 받아 오가키 성(大垣城)의 성주가 되고, 이케다 모토스케가 기후의 성주가 되었다. 이케다 쓰네오키 - 모토스케 부자는 이듬해 고마키·나가쿠테 전투(小牧・長久手の戦い)에서 하시바 히데요시 편에 서서 싸우다 전사했다. 기후의 주인이 된 것은 쓰네오키의 차남 데루마사(輝政)로, 덴쇼 13년(1585년)의 일이었다. 그러나 데루마사는 덴쇼 19년(1591년) 4월에 전봉되고, 새로 도요토미 히데카쓰(豊臣秀勝)가 기후 성의 성주가 되었다.
분로쿠(文禄) 원년(1592년) 9월 9일 히데카쓰가 사망하고, 기요스 회의에서 노부나가의 후사로 옹립되었던 노부타다의 적자 산보시 즉 오다 히데노부(織田秀信)가 미노 국 기후 13만 석을 영유하고 기후 성의 성주가 되어, 기후 성은 다시금 오다 집안의 소유로 돌아왔다. 오다 히데노부는 게이초(慶長) 5년(1600년) 이시다 미쓰나리(石田三成)의 거병에 호응해 그를 따라 서군에 가담했다. 세키가하라 전투(関ヶ原の戦い)라 불리게 될 전투의 전초전이 기후 성에서 벌어졌는데, 후쿠시마 마사노리(福島正則)나 한때 기후의 주인이었던 이케다 데루마사 등의 공격으로 기후 성은 함락되었다(기후 성 전투岐阜城の戦い). 히데노부는 동생 히데노리(秀則)와 함께 자결하려 했으나, 데루마사의 설득으로 항복하였고, 게이초 10년(1605년)에 사망하였다.
오다 히데노부가 사망한 이듬해인 게이초 6년(1601년) 도쿠가와 이에야스(徳川家康)는 기후 성에 대한 폐성(廃城)을 결정했고, 오쿠다이라 노부마사(奥平信昌)에게 10만 석을 주고 가노 성(加納城)을 쌓게 하였다. 이 무렵 기후 성 산꼭대기에 있었던 천수각이나 야구라(櫓)、산츄(山中)、산기슭의 석축 성벽 등을 가노 성으로, 불타고 남은 건축물의 자재는 오가키 이치아카사카(大垣市赤坂)의 오챠야시키(お茶屋敷)로 옮겨졌다고 한다. 이에야스가 기후 성의 폐성을 결정한 데에는 기후 성이 산성이었던 점에 더해, 한때 이에야스 자신의 동맹이기도 했던 오다 노부나가가 일본 천하를 손에 쥘 의사를 밝히면서 명명했던 「기후」(岐阜)라는 지명을 이에야스는 불쾌해했기 때문에, 도쿠가와 씨를 몰아내고 다시금 일본 천하를 차지할 자가 다시는 나오지 못하게 하기 위한 의도였다는 해석도 존재하고 있다.